# Arnold von Nijmegen
Arnold von Nijmegen (die Werke von Adriaen van den Houte, Aert Ortkens, Aert van Hort, Arnoud van Nijmegen, Arnt van Ort van Nijmegen, Arnoult de Nimègue, Arnouldt de la Pointe, Arnoldus Ortgenus Noviomagus, Valentin und Evert van Orley werden ihm zugerechnet) (* ~1475 in Nijmegen; † ~1540 in Antwerpen) war ein niederländischer Glasmaler des 15. und 16. Jahrhunderts, der sowohl im heutigen Belgien als auch in Frankreich arbeitete, den Stil der Renaissance übernahm und die Glasmalereiwerkstätten der Normandie beeinflusste. Seine bekanntesten Werke sind eine Reihe von Fenstern mit historischen Motiven in der Kathedrale von Tournai, Belgien. Seine Werke sind bekannt für ihre feine Zeichnung, die Brillanz der Farben, die reiche Verzierung der Gewänder und die detaillierten architektonischen Szenen. Zu seiner Zeit wurde er von Albrecht Dürer (1522), Gerhard Geldenhauer (1522) und Francesco Guicciardini (veröffentlicht 1567) gelobt.

## Werk

### Frühe Werke

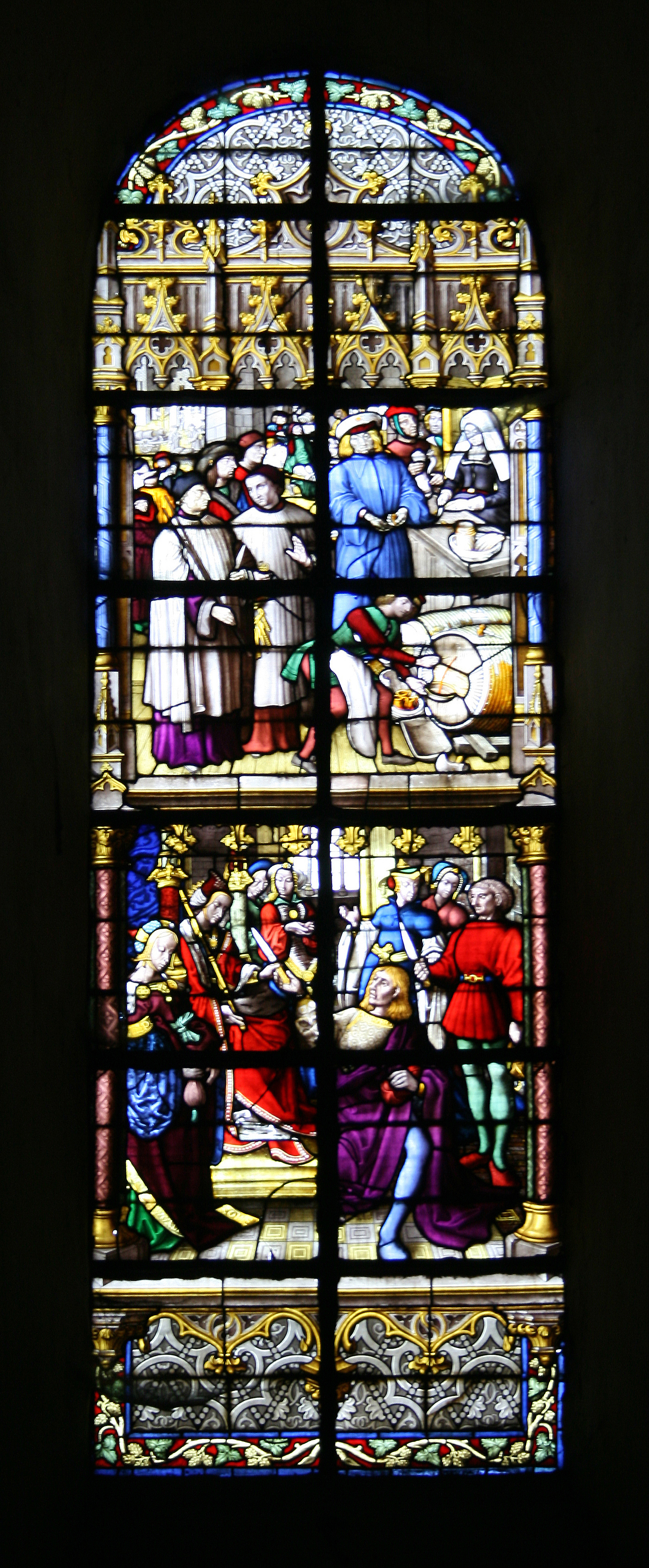
Privilegien – Steuer auf öffentliche Getränke (Arnold von Nijmegen, Kathedrale von Tournai)

Die frühesten Werke Arnolds von Nimwegen sind zwei Fensterzyklen in den Querschiffen der Kathedrale von Tournai, die beide wichtige Ereignisse in der Geschichte der Stadt darstellen.
Der eine Zyklus schildert eine Abfolge von Ereignissen, die sich im 6. Jahrhundert begeben haben: Die Erzählungen im unteren Teil der Fenster zeigen die Niederlage von König Chilperic gegen seinen Bruder Sigebert, den Schutz von Chilperic durch den Bischof von Tournai und die Verschwörung und Ermordung von Sigebert durch Chilperics Frau, Königin Fredegund. In den oberen Abschnitten derselben Fenster sind verschiedene Aspekte der Besteuerung und der Erhebung von Zöllen durch den Klerus der Kathedrale von Tournai dargestellt.
Der zweite Zyklus erzählt, wie die Stadt nach der Angliederung an Noyon durch den Einfluss von Bernhard von Clairveaux die Gunst von Papst Eugen III. erlangt und ihre Rechte zurückerhält.
Der Stil dieser Fenster ist spätgotisch und stark von altniederländischen Malern des 15. Jahrhunderts wie Jan van Eyck beeinflusst.  Dies zeigt sich in den Proportionen seiner Figuren mit kleinen Köpfen und langen Körpern sowie in den aufwendigen und reich verzierten Gewändern. Der Stil hat auch viel mit dem Stil der Wandteppiche gemein, die in den Fabriken von Tournai hergestellt wurden.

### Spätere Werke

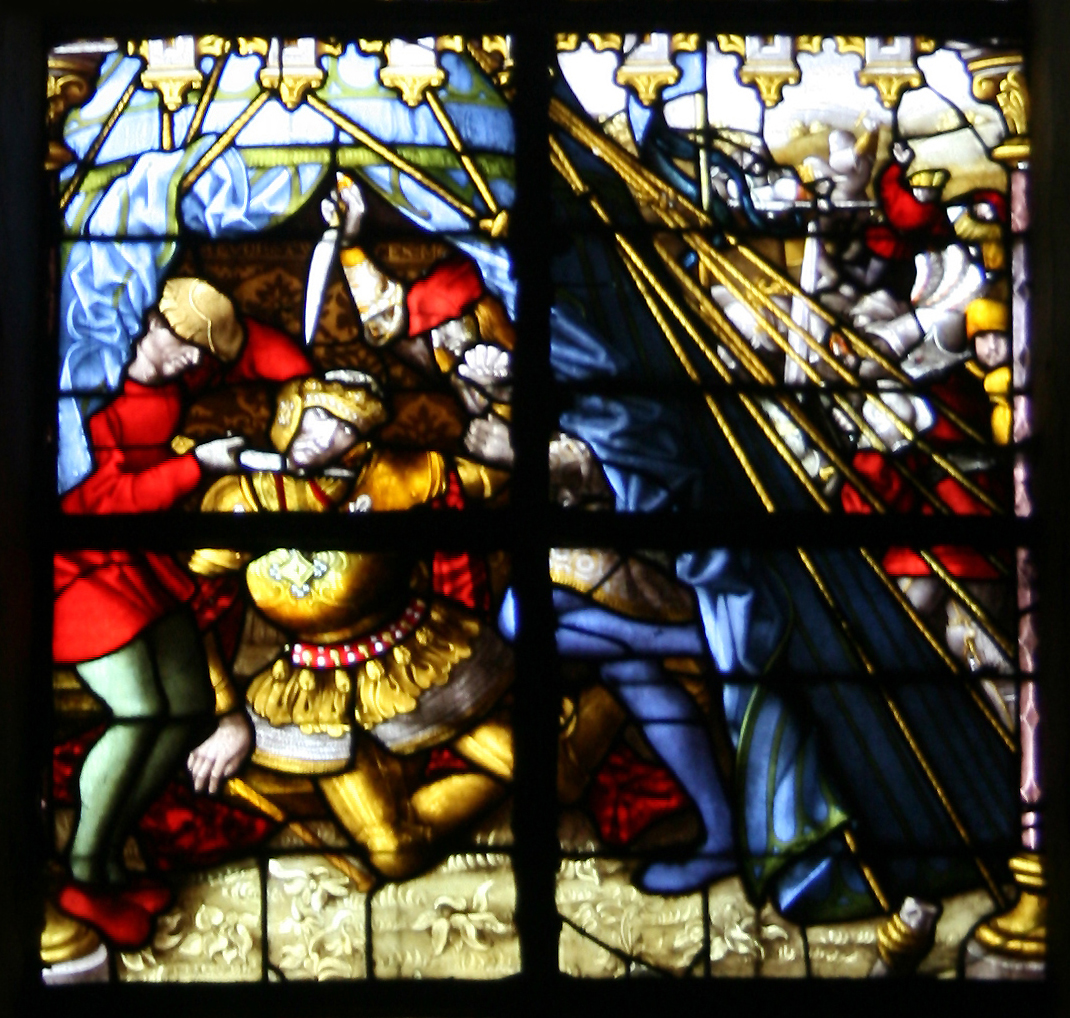
Die Ermordung von König Siegebert (Arnold von Nijmegen, Katheadrale von Tournai)

Im Jahr 1502 reiste Arnold nach Rouen, wo er einen starken Einfluss auf die Schulen der Glasmaler in der Normandie ausüben sollte. Seine Fenster aus dieser Zeit sind im Allgemeinen mit Arnouldt de la Pointe signiert. Sein Werk verbindet die mittelalterliche Ikonographie und den Naturalismus des 15. Jahrhunderts in Flandern mit den architektonischen Motiven der italienischen Renaissancekunst und dem Einfluss von Druckgraphikern der nördlichen Renaissance wie Albrecht Dürer, der ihn 1521 besuchte. 1513 kehrte er nach Antwerpen zurück, wo er in die St. Lukas-Gilde aufgenommen wurde, hielt aber weiterhin Kontakt zu seinen Schülern in der Normandie und lieferte viele Jahre lang Skizzen für Fenster in Frankreich. 1528 schuf er auch Fenster für das Gelmelslot in Hoogstraaten.
Beispiele für seine signierten Werke sind ein großes Fenster mit dem Baum von Jesse in der Kirche Saint-Godard in Rouen (1506), ein Martyrium des Heiligen Stephanus in der Kirche Saint-Romain in Rouen und ein Fenster mit den drei Marien, das um 1526 in Antwerpen für die Kirche Notre-Dame in Louviers angefertigt wurde.
Weitere Fenster von Arnold sind in England in der Kathedrale von Wells, in der Kathedrale von Lichfield, im York Minster und in der St George’s  Kirche in London erhalten geblieben. Das Victoria and Albert Museum besitzt drei Tafeln mit Szenen aus dem Leben des Heiligen Petrus. Die Tafeln sind Teile eines Fensters aus einer Kirche in Rouen. Das Metropolitan Museum of Art besitzt zwei Rondelle, die die Köpfe von Christus und Johannes dem Täufer zeigen.